# Olivetti Lexikon 82
Olivetti Lexicon 82 è una macchina per scrivere elettrica portatile della Olivetti nata nel 1974 dal progetto di Mario Bellini; è la prima macchina per scrivere portatile elettrica al mondo dotata di un elemento scrivente a “pallina”.
La macchina è esposta al MOMA di New York.

## La macchina per scrivere
La caratteristica principale di questa macchina è l'uso per la prima volta in una portatile della testina di stampa rotante, sistema inventato dalla IBM nel 1961, con la scomparsa dei classici martelletti portacaratteri e la possibilità di usare diversi caratteri di stampa.
Di colore beige, pesava quasi 9 kg.
La versione italiana della macchina utilizza il layout QZERTY, anche se sono state prodotte versioni con disposizioni differenti di tasti a seconda della lingua a cui erano rivolte.